# Charles Rogier
Charles Latour Rogier (San Quintín, 17 de agosto de 1800- Saint-Josse-ten-Noode, 27 de mayo de 1885) periodista y político belga líder en la Revolución belga de 1830. Fue Primer ministro de Bélgica de 1847 a 1852, y de 1857 a 1868. 
Descendiente de una familia belga asentada en Francia; su padre, un oficial del Ejército Francés falleció en una ofensiva rusa de 1812. La familia se mudó a Lieja donde era profesor el primogénito, Firmin. Charles Rogier estudió derecho en la Universidad de Lieja y fue admitido en el colegio de abogados, pero se dedicó al periodismo con campañas contra el mando holandés en Bélgica. En 1824, fundó con sus amigos Paul Devaux y Joseph Lebeau, la publicación Mathieu Laensberg (más tarde Le Politique). 

Al estallar la insurrección contra los holandeses en Bruselas en agosto de 1830, Rogier acudió a la lucha con una milicia de 300 liejenses. En Bruselas se ganó el reconocimiento como uno de los más activos líderes patrióticos convirtiéndose en miembro de la llamada Comisión Administrativa luego Gobierno Provisional. Su opinión fue decisiva en el nombramiento por la Comisión Administrativa de su amigo el militar español de origen flamenco Juan Van Halen como Comandante en Jefe de las Fuerzas Activas de Bélgica, que en lo que ahora se llamaría una "guerra relámpago" logró expulsar a los holandeses primero de Bruselas y luego de todo el país. Rogier había traducido las Memorias de Van Halen y las había hecho publicar en París en 1827 e inmediatamente en Lieja y en Bruselas. Tras la elección de Leopoldo I como rey en junio de 1831, Rogier fue gobernador de Amberes. Como ministro de Interior de 1832 a 1834 asentó las bases para una red ferroviaria y fue ministro de Obras Públicas y Educación de 1840 1841 y de Asuntos Exteriores de 1861 a 1868. 

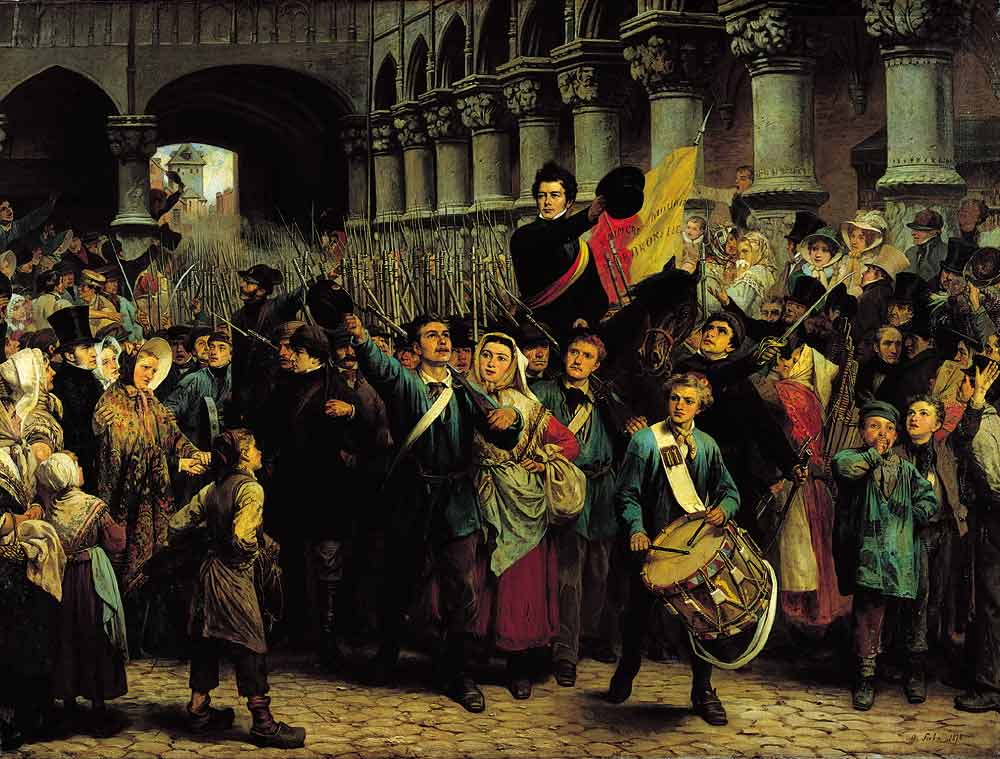
Rogier à la tête des volontaires de Liège - Rogier a la cabeza de los voluntarios de
Lieja (Charles Soubre, 1878)

## Publicaciones
- Alexis Descailles, Charles Rogier, 1800-85 (Brussels, 1896)